# InterRégió
Az InterRégió egy európai vonatnem. Magyarországon is használják. A lényege, hogy bizonyos régiók között biztosít átszállásmentes kapcsolatot.

## InterRégió vonatok Magyarországon
Az InterRégió (rövidítve IR) Magyarországon regionális és távolsági forgalmat is ellátó emelt színvonalú sebesvonat. A vonatok pót- és helyjegy váltása nélkül igénybe vehetők. Az első InterRégió vonatok Magyarországon 2009. december 13-tól a Sárbogárd / Dombóvár (Kaposvár) – Kecskemét közötti 2008-2011 között bevezetett "Délkör" járatok viszonylatán debütáltak. 2010 óta kettéosztva, Sárbogárd–Szekszárd–Baja – melyek Siemens Desiro motorvonatokból vannak kiállítva - , illetve a Kecskemét–Baja viszonylatokon kétórás ütemben közlekednek. A Budapest–Kelebia-vasútvonal felújítása alatt Baja és az (ideiglenes) Külsőhalas között a Kiskun InterRégió vonatok 416-os sorozatú Uzsgyi motorvonatok vagy ritka eseteknél Bzmot motorvonatokka kiadva közlekednek, Kecskemét -Kiskunfélegyháza-Külsőhalas Kiskun InterRégió viszonylatokon pedig MÁV V43 sorozatú 432 fecske vagy papagáj típusok + 2 fecske bhv és egy BDt 400 vezérlőkocsik közlekednek. Most jelenleg A vonatok Sárbogárdon, Kiskunfélegyházán ütemesen csatlakoznak a Budapest, Szeged illetve Pécs felé közlekedő InterCity vonatokhoz.
2019. december 15-től Balatonszentgyörgy és Győr között napi 7 pár InterRégió közlekedik, 2 órás ütemmel, Siemens Desiro motorvonatokból vannak kiállítva. Jellemzően egy egység közlekedik egy vonatszám alatt. A 2020–2021-es menetrendváltástól a Győr és Balatonszentgyörgy között közlekedő InterRégiók Helikon néven közlekednek, illetve Balatonszentgyörgy helyett Kaposvár lett a végállomásuk. Hétvégente 1-2 pár Pécsig közlekedik.
A Budapest és Eger közötti gyorsvonatok 2020. október 25-étől InterRégió néven, sűrítve közlekednek. A 2020–2021-es menetrendváltástól a Budapest és Eger között közlekedő Agria InterRégió néven közlekedik. Ezeket a vonatokat Stadler FLIRT, és Stadler KISS-motorvonatokkal állítják ki.
2021. április 11-től naponta egy vonatpár, illetve egy pénteki vonat hosszabb útvonalon, Győr és Pécs között közlekedik mindkét irányban, ezáltal a dél-dunántúli régióból a Balaton könnyen elérhetővé válik. A Szombathely–Zalaszentiván–Nagykanizsa–Barcs–Pécs viszonylaton a menetrendi módosítás után kétóránként Pannónia InterRégió vonatok, valamint szintúgy kétóránkénti követéssel Baja–Szekszárd–Sárbogárd–Székesfehérvár viszonylaton Gemenc InterRégió vonatok közlekednek.
2021. június 19-től Budapest-Déli és Balatonfüred között a Katica sebesvonat a továbbiakban InterRégióként közlekedik. Két óránként indul Stadler FLIRT motorvonatokkal. Ugyanezen a viszonylaton szintén két órás követéssel indul a Vízipók InterRégió is, amelyeken általában V43 (Szili) vontatta halberstadti kocsik és egy nagy befogadóképességű kerékpárszállító kocsi közlekedik. Ily módon Budapest és Balatonfüred között minden órában elérhetőek azok a települések is, ahol a Kék Hullám IC, és Tekergő expresszvonatok nem állnak meg.
2021. december 12-étől egyes Győrből Budapestig közlekedő gyorsított személyvonatok, illetve a vasárnap Szombathely–Celldömölk–Pápa–Győr–Budapest viszonylatú gyorsvonat, és a Sopron–Budapest viszonylatú expresszvonat is InterRégióként közlekednek. Az új menetrend Eger és Debrecen közötti InterRégiókat is tartalmaz, de vágányzár miatt ezek bevezetése később várható.
2022. május 16-ától Budapest-Déli és Balatonszentgyörgy kozött a  Déli parti sebesvonat a továbbiakban InterRégióként közlekedik. Két óránként indul Stadler FLIRT motorvonatokkal. A Balatonszentgyörgyről Budapest-Déli pályaudvarra közlekedő S35-ös személyvonat szintén InterRégióként közlekedik.
A 2022. december 11-től érvénybe lépő menetrendváltástól kezdve óránként közvetlen vonat indult Budapest-Keleti és Gyöngyös között Mátra InterRégió néven, továbbá Budapest-Nyugati és Debrecen közötti közlekedő sebesvonatok és személyvonatok Cívis InterRégió néven közlekednek. A Keszthelyről Budapestre közlekedő sebesvonat továbbiakban InterRégióként közlekedik és csak Siófoktól közlekedik. Miskolcról Budapestre reggel egy új InterRégió közlekedik.
2023. június 17-től a Szolnok és Fonyód között közlekedő fürdővonat Vitorlás InterRégió néven, a Fonyód és Kőbánya-Kispest között közlekedő fürdővonat Esti Csók InterRégió néven, a Balatonszemes és Kőbánya-Kispest között közlekedő fürdővonat Napfürdő InterRégió néven közlekedik.
2023. augusztus 28-tól InterRégió vonatok közlekednek Debrecen és Eger között. December 10-től a Sopron–Budapest InterRégió InterCity vonatként közlekedik.
2024-től a Budapest–Balatonfüred viszonylatú Vízipók InterRégió sebesvonatként közlekedik, a Napfürdő InterRégió meg ismét Expresszvonatként közlekedik. Szeptermber 2-ától Kecskemét és Baja között közlekedő InterRégiók Kiskun néven közlekednek, valamint a Szombathelyről és Győrből induló InterRégiók Rába néven közlekednek. Debrecen–Tiszafüred–Füzesabony–Eger viszonylatban közlekedő InterRégiók személyvonatként közlekednek és csak Füzesabonyig járnak. December 15-től a Siófokról Budapest-Déli pályaudvarra közlekedő InterRégió Déli parti néven közlekedik tovább. A Füzesabonyból Budapest-Keleti pályaudvarra közlekedő S80-as vonat Agria InterRégió néven közlekedik tovább.
2025-ben az előszezonban péntektől és vasárnapig, illetve Pünkösdhétfőn mentesítő InterRégió vonatok közlekedtek a Balatonra egyedi meghirdetés alapján, az egyik Balatonfüred– Budapest-Kelenföld–Budapest-Keleti viszonylatban Keresztespók (első járat: május 18.), a másik Budapest-Déli–Budapest-Kelenföld–Fonyód viszonylatban Szitakötő néven (első járat: május 30.). Június 21 és augusztus 31 között 3 pár Békés vonat InterRégióként közlekedik. Július 5 és augusztus 31 között Budapest és Veszprém között közlekedő Bakony és Göcsej vonatok néhány InterRégióként közlekedik. Nyári főszezonban a  Helikon vonatok csak Győr és Keszthely között közlekednek.

## Jelenleg közlekedő InterRégió vonatok
Érvényes: 2025. július 5-től
| Elnevezés         | Viszonylat | Vonatok száma | Jellemző járművek                    |
| ----------------- | --- | --- | ------------------------------------ |
| IR Agria          | Budapest-Keleti–Hatvan–Füzesabony–Eger (régebben InterCity vonatként közlekedett)                                                                                            | óránként | MÁV 415, MÁV 815                     |
| IR Cívis          | Budapest-Nyugati–Szolnok–Debrecen(–Nyíregyháza–Záhony) (korábban InterCity vonatként közlekedett)                                                                            | óránként | MÁV 415, MÁV 815                     |
| IR Bakony         | Budapest-Déli–Székesfehérvár–Veszpérm | 2025 nyári főszezonban napi 1-2 pár | MÁV 415                              |
| IR Békés          | Budapest-Keleti–Szolnok–Békéscsaba | 2025 nyári főszezonban napi 3 pár | MÁV 415                              |
| IR Déli-Parti     | Budapest-Déli–Érd alsó–Székesfehérvár–Siófok–Fonyód–Balatonszentgyörgy (korábban sebesvonatként közlekedett)                                                                 | elő- és utószezonban hétvégén, nyári főszezonban naponta 4 óránként, illetve elő- és utószezonban hétköznapokon 3 pár, valamint pénteken plusz 1 vonat csak Balatonszentgyörgy felé) | MÁV 415                              |
| IR Déli-Parti     | Budapest-Déli–Érd alsó–Székesfehérvár–Siófok–Fonyód (korábban sebesvonatként közlekedett)                                                                                    | március közepétől május közepéig, és szeptember közepétől november elejéig hétvégenként 1 pár, illetve elő- és utószezonban hétvégenként, nyári főszezonban naponta 4 óránként       | MÁV 415, MÁV 431+Byee                |
| IR Déli-Parti     | Budapest-Déli–Érd alsó–Székesfehérvár–Siófok–Fonyód–Balatonszentgyörgy–Keszthely (korábban sebesvonatként közlekedett)                                                       | elő- és utószezonban hétvégén, nyári főszezonban naponta 1 vonat, csak ebben a viszonylatban                                                                                         | MÁV 415                              |
| IR Déli-Parti     | Budapest-Déli–Érd alsó–Székesfehérvár–Siófok | elő- és utószezonban hétköznapokon 2 óránként, nyári főszezonban hétvégenként 1 pár, illetve nyári főszezonban hétvégén, évközben naponta 1 vonat csak Budapest felé                 | MÁV 415                              |
| IR Esti Csók      | Fonyód–Siófok–Budapest-Kelenföld–Kőbánya-Kispest (korábban expresszvonatként közlekedett)                                                                                    | nyári időszakban vasárnap egy vonat, csak ebben a viszonylatban | MÁV 815                              |
| IR Gemenc         | Székesfehérvár–Sárbogárd–Bátaszék–Baja (korábban InterCity, később expresszvonatként, közlekedett Budapest és Baja között)                                                   | kétóránként | MÁV 426                              |
| IR Göcsej         | Budapest-Déli–Székesfehérvár–Veszpérm | 2025 nyári főszezonban napi 1-2 pár | MÁV 415                              |
| IR Helikon        | Győr–Tapolca–Keszthely–Balatonszentgyörgy–Fonyód–Kaposvár(–Pécs) (régebben expressz, később InterCity vonatként közlekedett Budapest és Keszthely között)                    | kétóránként | MÁV 426                              |
| IR Katica         | Budapest-Déli–Székesfehérvár–Balatonfüred (korábban sebesvonatként közlekedett)                                                                                              | főszezonban naponta, elő- és utószezonban hétvégén kétóránként | MÁV 415                              |
| IR Keresztespók   | Balatonfüred–Székesfehérvár–Budapest-Kelenföld–Budapest-Keleti | előszezonban egyedi meghirdetés alapján közlekedett | MÁV 415                              |
| IR Kiskun         | Kecskemét–Kiskunfélegyháza–Kiskunhalas–Jánoshalma–Bácsalmás–Baja (korábban InterCity vonatként közlekedett Budapest-Nyugati és Szeged között)                                | kétóránként | MÁV 416                              |
| IR Mátra          | Budapest-Keleti pályaudvar–Hatvan–Vámosgyörk–Gyöngyös | óránként | MÁV 415, MÁV 815                     |
| IR Pannónia       | Szombathely–Zalaszentiván–Nagykanizsa–Gyékényes–Barcs–Pécs | kétóránként | MÁV 426, MÁV 418+Bydee+Byee+Byee     |
| IR Rába           | Szombathely–Celldömölk–Győr–Komárom–Tatabánya–Budapest-Keleti (korábban InterCity vonatként közlekedett Budapest-Keleti–Győr–Csorna–Szombathely–Szentgotthárd viszonylatban) | vasárnaponként Budapest felé egy vonat | MÁV 431+Byee, MÁVRT 182+ Byee        |
| IR Rába           | Győr–Komárom–Tatabánya–Budapest-Keleti (korábban G10-esként közlekedett) | vasárnaponként Budapest felé három vonat | MÁV 415                              |
| IR Szitakötő      | Budapest-Déli–Budapest-Kelenföld–Székesfehérvár–Siófok–Fonyód | előszezonban egyedi meghirdetés alapján közlekedett | MÁV 415                              |
| IR Vitorlás       | Szolnok–Újszász–Nagykáta–Kőbánya felső–Budapest-Kelenföld–Székesfehérvár–Siófok–Fonyód (korábban expresszvonatként közlekedett)                                              | nyári időszakban hétvégén 1 pár | MÁV 815                              |
| IR 509            | Miskolc–Füzesabony–Hatvan–Gödöllő–Budapest-Keleti | Budapest felé napi egy vonat | MÁV 630+Fecske Bhv+Bpmee+Bpee+Bdmpee |
| IR 18791 IR 19793 | Fonyód–Siófok–Székesfehérvár–Budapest-Kelenföld | elő- és utószezonban vasárnap, csak ebben a viszonylatban | MÁV 415                              |

## InterRegio Európában
Az InterRegio márkanevet a Deutsche Bahn használta 1988 és 2006 között, de a márkanévvel a svájci SBB-CFF-FFS a lengyel PKP és a dán DSB menetrendjében is találkozhatunk. A magyar használattól eltérően, ezekben az országokban az InterRegio-k általában hosszabb útvonalon közlekedő elsősorban távolsági és sok esetben időszakos utazási igényeket szolgáló vonatok.